# Kruhová cihelna

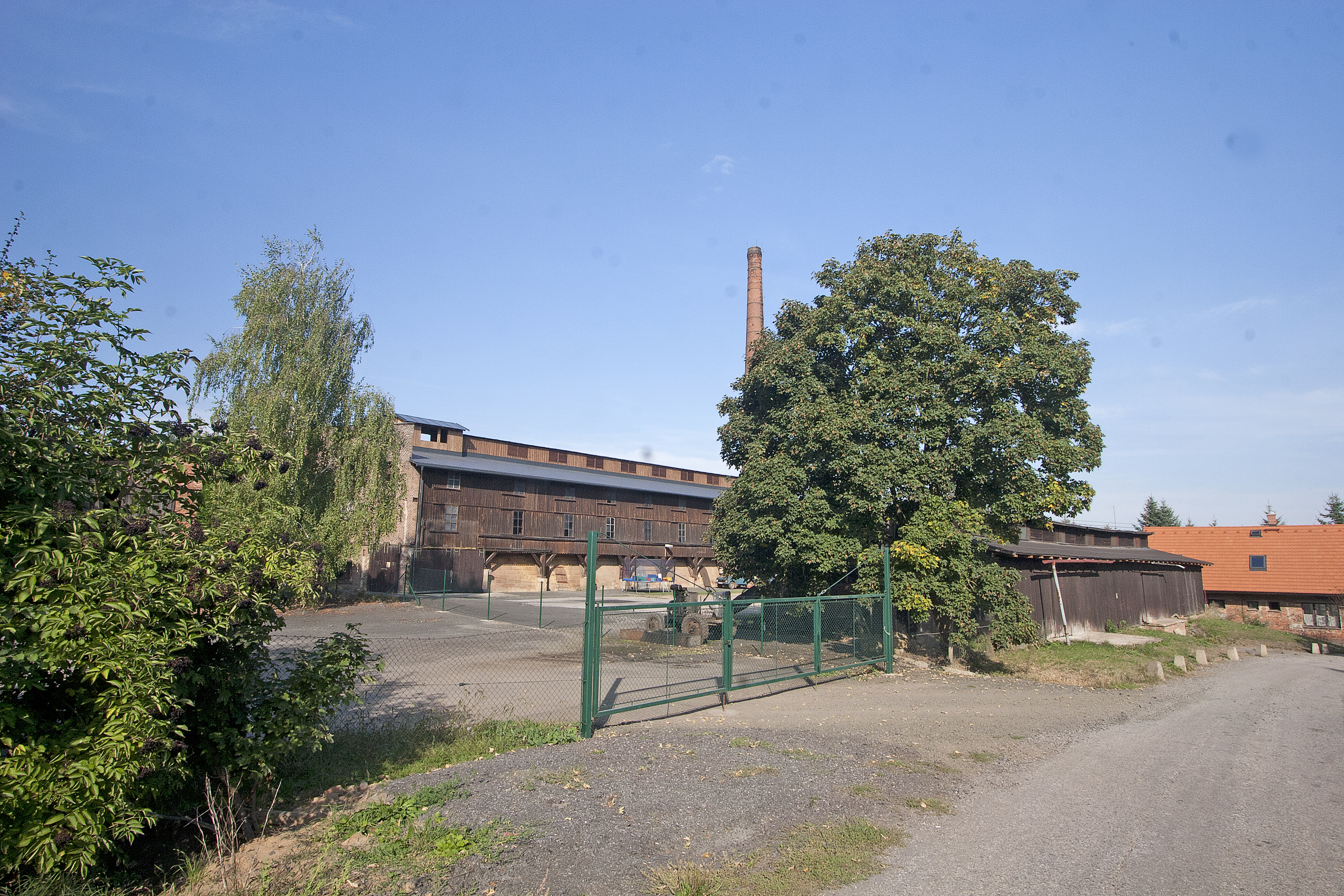
Cihelna v Šárovcově Lhotě

Kruhová cihelna je zařízení sloužící k výrobě pálených cihel. Její název je odvozen od skutečnosti, že vypalování v ní probíhalo do kruhu. Zařízení má několik samostatných komor rozmístěných po obvodě kruhu či oválu. Každá z komor má svůj vlastní vchod. Připravené, předsušené, cihly se v jednotlivých komorách na sebe narovnaly, až komoru zaplnily až po strop. Uložené cihly se navíc ještě zasypávaly uhelným prachem. Následně se pec zapálila a začalo vypalování.
Před zahájením provozu se musela cihelna nejprve po dobu jednoho měsíce roztápět pomocí dřeva. Po zatopení se oheň díky manipulaci (otevírání) klapek do komína šířil uvnitř pece dokola. Během vypalování mohli následně pracovníci cihelny z opačné strany pece vyjímat hotové výrobky. Uvnitř pece dosahovaly teploty až 1000 °C a zaměstnanci pracující v těsné blízkosti cihelny pracovali v teplotách mezi 40 a 60 °C. Během jedné směny, která trvala dvanáct hodin, vynosili zaměstnanci z pece až osm tisíc hotových cihel.
Na území České republiky je v provozu muzeum v Šárovcově Lhotě, kde je možné se seznámit s provozem cihelny nebo s postupem vypalování jednotlivých cihel, včetně praktické ukázky. Zachovaná památkově chráněná kruhová cihelna se nachází například v olomoucké městské části Slavonín.